# Ante Granić
Ante Granić (Metković, 15. svibnja 1988.) je hrvatski reprezentativni rukometaš. Igrač je mađarskog provoligaša Komlói Bányász SK.

## Životopis
S Metkovićem je nastupio u Challenge Cupu 2009./2010.
S mladom reprezentacijom 2007. osvojio je srebro. Hrvatska mlada reprezentacija je za taj uspjeh dobila Nagradu Dražen Petrović.